# Piec (Tatry Bielskie)
Piec (niem. Backofens, słow. Pec, węg. Kemence-szószék) – zbudowana z wapieni kazalnica w Dolinie Suchej w Tatrach Bielskich na Słowacji. Znajduje się na wysokości około 1040 m w środkowej części tej doliny, zaraz powyżej jej dna. Obrywa się do niego ścianą o wysokości 30 m i szerokości 50 m. Na poziomym tarasie Pieca znajduje się chatka TANAP-u. 
Piec ma znaczenie orientacyjne, gdyż jest węzłem ścieżek. M. in. biegnie obok niego Dookólna Perć. Naprzeciwko Pieca znajduje się Lapisdurowa Kazalnica. 